# Симеон Симеонов (зоолог)
Вижте пояснителната страница за други личности с името Симеон Симеонов.
Симеон Симеонов е български учен зоолог.

## Жизнен път
Симеон Димитров Симеонов е роден на 14 май 1935 г. гр. Сливен. Завършва биология в Биолого-географския факултет на Софийския университет през 1958 г. Целият му творчески и професионален път е протекъл в университета. След дипломирането си, още същата година започва работа като хоноруван асистент. През 1960 г. е избран за асистент, в 1964 г. – за старши асистент. Главен асистент е от 1968 г. През 1971 г. защитава докторската си дисертация върху птиците на Пирин планина. Хабилитира се като доцент в 1975 г.
Симеон Симеонов е първият орнитолог в Софийския университет, където няколко десетилетия чете лекции по зоология на гръбначни животни и специализиран курс по орнитология. След кратко и тежко боледуване умира в София на 27 декември 1991 г.

## Приноси в науката
Симеон Симеонов е автор на над 80 научни публикации върху птиците в България, публикувани, освен в страната, и в Германия (бившите ГДР и ГФР) и Македония. Голямо внимание той отделя на хранителната биология на птиците. В серия от публикации той съобщава първи данни за състава на храната на редица видове нощни грабливи птици (сови) – бухал (Bubo bubo, горска улулица (Strix aluco), горска ушата сова (Asio otus), блатна сова (Asio flammeus), чухал (Otus scops), кукумявка (Athene noctua), забулена сова (Tyto alba), както и на някои дневни грабливи птици – ястребите (род Accipiter), кръстатия орел (Aquila heliaca), обикновения мишелов (Buteo buteo (L.)) и северния (гащат) мишелов (Buteo lagopus). Той изследва храненето и на някои пойни птици – домашното врабче, жълтата овесарка (Emberiza citrinella) и водния кос (Cinclus cinclus).
Той проучва (и със съавтори) орнитофауната на 5 наши планини – Пирин, Лозенска планина, Конявска планина, Осогово и Огражден, както и на Софийското поле, Ботевградската котловина, някои райони на Североизточна България и др. За първи път той съобщава за страната жълтоклюното конопарче (Carduelis flavirostris L.) като нов вид за българската орнитофауна. Съвместно с ентомолога и зоогеографа Васил Георгиев той прави първата орнитогеографска характеристика на България. 
Симеон Симеонов (понякога подписвал се като Симеон Димитров) е автор и на десетина великолепни научнопопулярни книги, основно за птиците.  Най-известна от тях е определителя на птиците на Балканския полуостров (съвм. с Таню Мичев; 2 издания).  С. Симеонов е бил и научен ръководител на една докрорантура (на орнитолога Златозар Боев) върху сравнителната морфология на чаплите (сем. Ardeidae) в България.

## Оценка на делото му
Симеон Симеонов е зоолог с широк профил. Освен върху птици, той има научни трудове и върху бозайници и влечуги. Поставя началото на проучванията върху хранителната биология на птиците въз основа на анализа на техните изплювки (погадки), както и началото на орнитоценологичните и орнитогеографските проучвания в страната. Резултатите от своите изследвания отчасти той успява да вложи в двата тома от академичната поредица „Фауна на България – Птици“. 
Пълен списък на публикациите на С. Симеонов е представен от проф. Златозар Боев. 
На негово име е наречена черешарката на Симеонов (Coccothraustes simeonovi Boev, 1998) – фосилен вид отпреди 2,25 млн. г., открит в находището край с. Долно Озирово до гр. Вършец.